# Becalel Smotricz
Becalel Smotricz (hebr.:'בצלאל סמוטריץ, ang.: Bezalel Smotrich, ur. 27 lutego 1980 w Haspin) – izraelski prawnik i polityk, od 2015 poseł do Knesetu, od 2019 do 2020 minister transportu. Od 2022 minister finansów.

## Życiorys

### Wczesne życie i edukacja
Urodził się 27 lutego 1980 w moszawie Haspin na Wzgórzach Golan. Jego ojciec był ortodoksyjnym rabinem. Uczył się w jesziwie. Ukończył studia prawnicze na Ono Academic College. Rozpoczął studia z zakresu prawa publicznego i międzynarodowego na Uniwersytecie Hebrajskim w Jerozolimie, jednak nie ukończył ich. Rozpoczął pracę w zawodzie prawnika.
Nie przystąpił do służby wojskowej od razu po osiągnięciu pełnoletności, ale w wieku 28 lat. Przesłużył półtora roku.

### Kariera polityczna
W polityce związał się z partią Tekuma. W wyborach parlamentarnych w 2015 po raz pierwszy dostał się do izraelskiego parlamentu z listy Żydowskiego Domu (sojusz Tekumy, Narodowa Partii Religijnej i Moledetu pod przywództwem Naftalego Bennetta). W dwudziestym Knesecie został zastępcą przewodniczącego, zasiadał w 11 komisjach, podkomisjach i komisjach specjalnych. W styczniu 2019 stanął na czele Tekumy, pokonując politycznego weterana Uriego Ari’ela.
W wyborach w kwietniu 2019 roku Tekuma wraz z Żydowskim Domem i Żydowską Siłą weszła w skład nowej koalicji – Unii Partii Prawicowych. Ugrupowanie zdobyło 159 303 głosów (3,7%) co przełożyło się na pięć mandatów w Knesecie. Smotricz po raz drugi dostał się do parlamentu z drugiego miejsca na liście.
23 czerwca wszedł w skład czwartego rządu Binjamina Netanjahu jako minister transportu i bezpieczeństwa drogowego. Zastąpił Jisra’ela Kaca. Ministrem był do 17 maja 2020, kiedy to miało miejsce zaprzysiężenie trzydziestego piątego rządu Izraela.
Po wyborach parlamentarnych w 2022, jego ugrupowanie Religijny Syjonizm weszło w skład rządowej koalicji premiera Netanjahu. W nowo powstałym trzydziestym siódmym rządzie został mianowany na ministra finansów.
W lutym 2023 został głównym odpowiedzialnym za nadzór nad osiedlami żydowskimi na terenie Zachodniego Brzegu. Jego obowiązki mają obejmować regulację ich statusu prawnego.
30 października 2023 r. zamroził przekazywanie dochodów z podatków należnych Autonomii Palestyńskiej. W listopadzie 2023 stwierdził, że Strefa Gazy nie przetrwa jako niezależny byt, a zamieszkujący ją Palestyńczycy powinni zgodzić się na „dobrowolną emigrację” do innych krajów.
10 czerwca 2025 r. władze Wielkiej Brytanii, Kanady, Australii, Nowej Zelandii i Norwegii ogłosiły, że nałożą sankcje na ministrów Smotricza i Ben-Gwira w postaci zakazu wjazdu na terytoria tych państw i zamrożenia ich aktywów w instytucjach finansowych zarejestrowanych w tych krajach. Powodem sankcji nałożonych na Smotricza jest jego zgoda na rozbudowę nielegalnych żydowskich osiedli na Zachodnim Brzegu Jordanu oraz deklarację, że „Strefa Gazy zostanie całkowicie zniszczona”. W lipcu 2025 r. także władze Słowenii i Holandii ogłosiły obu ministrów personami non grata.

## Poglądy
Jego poglądy polityczne określane są jako skrajnie prawicowe.
Postulował oparcie całego systemu prawnego Izraela na religijnym prawie Tory. Na Torze także ma opierać swoje podejście do gospodarki Izraela jako minister finansów.
Jednym z najczęściej głoszonych przez niego poglądów jest konieczność aneksji Zachodniego Brzegu przez Izrael. Jest przeciwnikiem istnienia państwa palestyńskiego, uważa, że Żydzi mają prawo do całej Ziemi Izraela. Uznaje Strefę Gazy jako część Izraela, przemawiał na forum osadników promujących budowę osiedli w Gazie.
Wielokrotnie wypowiadał się przeciwko postulatom osób LGBT. W 2006 był jednym z organizatorów antygejowskiej parady „Beast Parade” (pol. Parada Bestii) w Jerozolimie, którą zorganizowano w kontrze do corocznej parady równości „Gay Pride”. Konserwatywni aktywiści przemaszerowali wtedy przez ulice Jerozolimy z kozami i osłami, co miało zwrócić uwagę na „dewiację” osób żyjących w związkach jednopłciowych. W 2015 określił siebie jako „dumnego homofoba”. Twierdził że homoseksualiści kontrolują media i za ich pomocą próbują uciszyć ludzi o poglądach podobnych do jego.

## Kontrowersje
W 2016 poparł pomysł, by segregować żydowskie i arabskie kobiety na oddziałach położniczych. Napisał na Twitterze: „To naturalne, że moja żona nie chciałaby leżeć obok kogoś, kto właśnie urodził dziecko, które będzie chciało zamordować jej dziecko za 20 lat”. Wypowiedź Smotricza została potępiona m.in. przez Jicchaka Herzoga i Naftalego Bennetta.
W 2018 napisał na Twitterze, że nastoletnia, palestyńska aktywistka, która spoliczkowała izraelskiego żołnierza „zasłużyła na kulkę, przynajmniej w rzepkę”. Po tym tweecie konto polityka zostało tymczasowo zawieszone. Aktywistka Ahed Tamini została skazana za swój czyn na osiem miesięcy więzienia. Smotricz dodał, że cieszy się z faktu, iż Tamini przebywa w więzieniu.
W 2019 roku były zastępca szefa Szin Bet, Jicchak Ilan, twierdził, że przesłuchiwał Smotricza w 2005 roku przy okazji protestów przeciwko wycofaniu się Izraela ze strefy Gazy. Według Ilana, Smotricz i cztery inne osoby miały mieć przy sobie 700 litrów benzyny, którą planowali użyć do próby wysadzenia głównej arterii komunikacyjnej, używanej do ewakuacji z Gazy. Smotricz został zwolniony z aresztu po trzech tygodniach, nie postawiono mu zarzutów.
W październiku 2021, podczas debaty w Knesecie krzyknął do wyśmiewających go arabskich posłów: „Jesteście tu przez pomyłkę, to pomyłka, że Ben-Gurion nie dokończył roboty i nie wyrzucił was w 1948.”.
W listopadzie 2022 roku winą za zamach na premiera Icchaka Rabina obarczył służby bezpieczeństwa Szin Beit.
Na początku marca 2023, po atakach żydowskich osadników na palestyńskie domy w wiosce Huwara (mających miejsce po zastrzeleniu dwóch Izraelczyków przez Palestyńczyka), Smotricz stwierdził, że trzeba „wymazać” Huwarę. Później wycofał się ze swojej wypowiedzi, uznając ją za przejęzyczenie w przypływie emocji. Słowa Smotricza zostały potępione m.in. przez rzecznika Departamentu Stanu USA.
W marcu 2023 roku 120 amerykańskich przywódców organizacji żydowskich podpisało się pod oświadczeniem przeciwko planowanej wizycie Smotricza w USA. W piśmie potępili antyarabski rasizm, homofobię i poparcie dla żydowskiej supremacji wyrażane w poglądach polityka.
Także w marcu 2023 stwierdził, że nie ma czegoś takiego jak naród palestyński. Wypowiedź tę potępił rzecznik Rady Bezpieczeństwa Narodowego USA John Kirby.
W styczniu 2024 apelował do mieszkańców Gazy o „dobrowolną emigrację” z jej terenu po zakończeniu trwającej wojny Izraela z Hamasem. Dodał także, że „ponad 70 procent izraelskiego społeczeństwa popiera” takie zachęcanie do emigracji, jako „rozwiązanie humanitarne”. Nie podał źródła tych rzekomych statystyk. Joseph Borrell, przedstawiciel UE ds. polityki zagranicznej, potępił apele o przesiedlenia Palestyńczyków.
W maju 2025 r. stwierdził, że w ciągu najbliższych miesięcy Palestyńczycy ze Strefy Gazy zostaną skoncentrowani na wąskim pasie ziemi, a pozostała część enklawy zostanie zniszczona. Uznał, że po całkowitym zniszczeniu Gazy Izrael będzie mógł ogłosić zwycięstwo.

## Życie prywatne
Jest żonaty z Rewital, z którą ma sześcioro dzieci. Mieszka w Kedumim.